# Xenofrea favus
Xenofrea favus är en skalbaggsart som beskrevs av Tavakilian och Néouze 2006. Xenofrea favus ingår i släktet Xenofrea och familjen långhorningar. Inga underarter finns listade i Catalogue of Life.